# Kärsön
Ej att förväxla med Kärsön, Långtarmen i samma kommun.

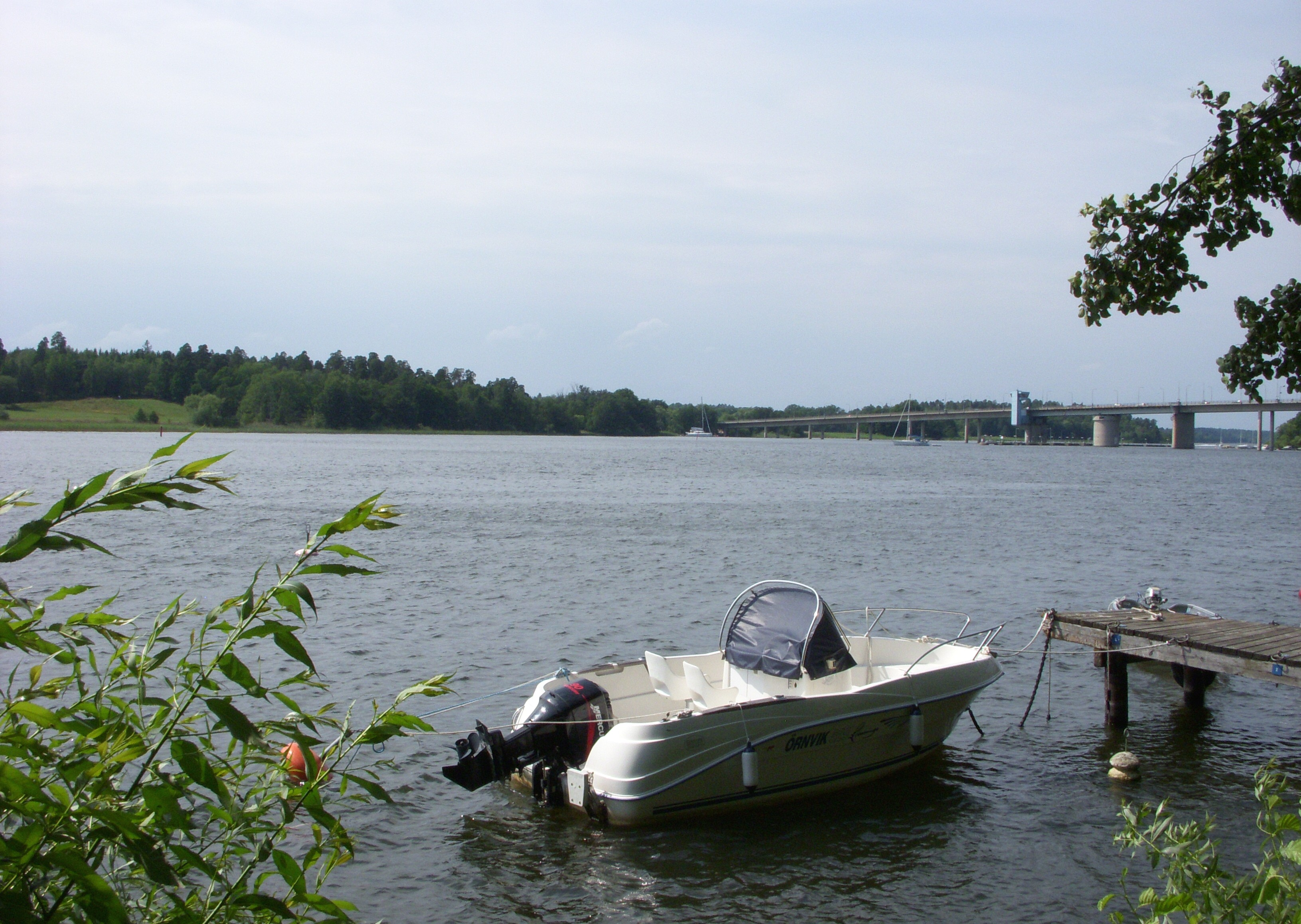
Kärsön och Nockebybron, sett från Nockeby i Bromma.

Kärsön är en ö i östra delen av Mälaren. Ön ligger i Lovö socken i Ekerö kommun, mellan Drottningholm på Lovön och Bromma i västra Stockholm. Över Kärsön leder länsväg 261, med Drottningholmsbron i väst och Nockebybron i öst. 
Ön är ungefär tre kilometer lång och 1,5 kilometer bred. Sedan 2014 är Kärsön naturreservat tillsammans med Lovön och Fågelön.

## Kärsön vid Nockebybron

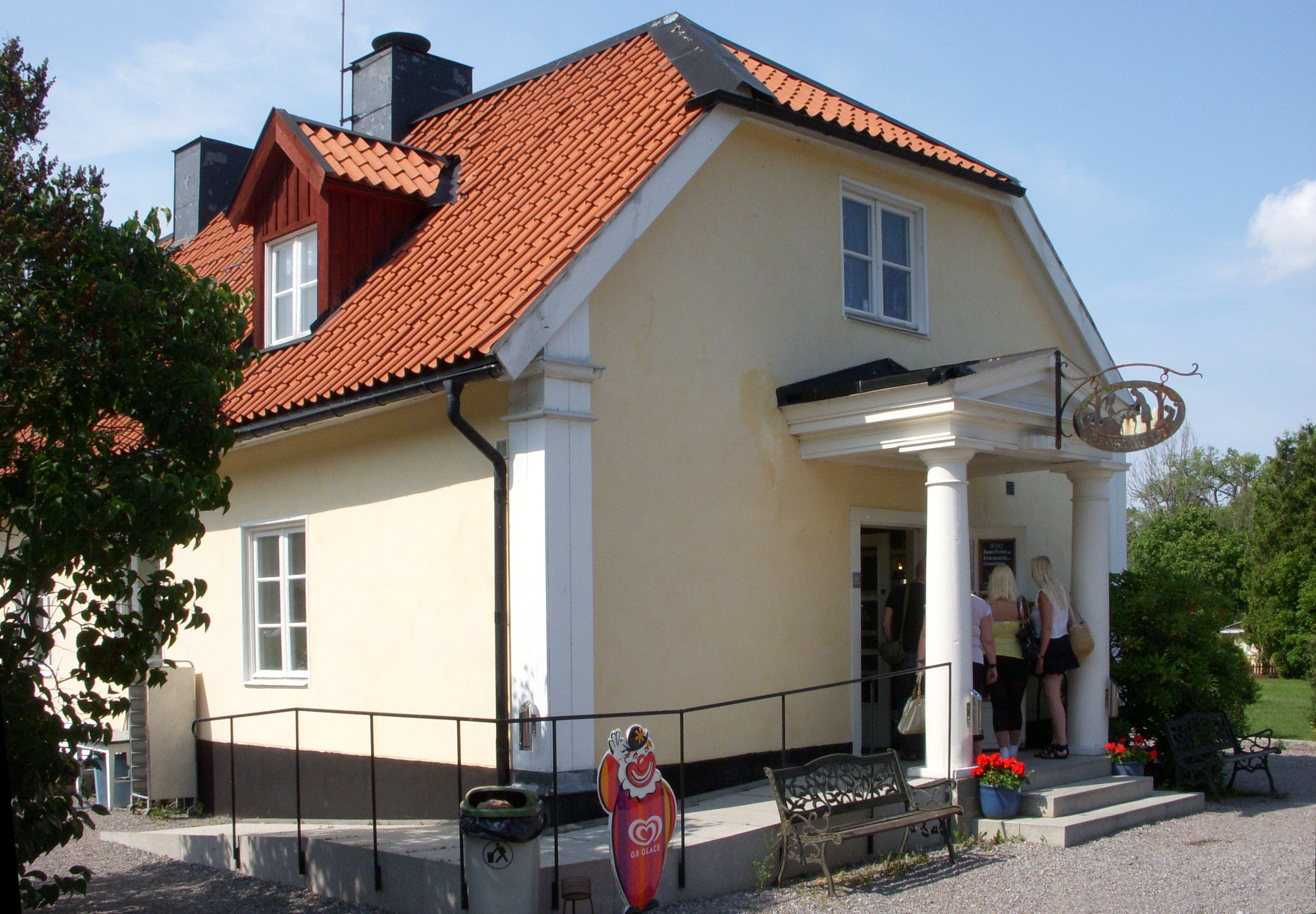
Brostugans entrésida, 2010.

Intill Nockebybron på Kärsön finns Brostugan från 1700-talet som tjänstgjorde på sin gamla plats fram till 1931 som bostad åt brovakten, vars uppgift var att öppna bron och ta upp broavgiften av de passerande. Den övre våningen uthyrdes senare till sommargäster – en av dessa var Hjalmar Söderberg som där som sjuåring tillbringade sommaren 1876, vilket han berättar om i sin självbiografiska bok Martin Bircks ungdom. I början av 1930-talet rustades Brostugan upp varvid man inredde konditori och restaurang som fortfarande finns kvar. Brostugan är en del av miljön runt Drottningholms slott som sedan 1991 är ett av Sveriges världsarv.
På södra sidan av vägen strax innan man kommer in på Drottningholmsbron gjorde Augusti Orden den 19 augusti 1803 en minnesristning i berget och lät resa ett svärd till minnet av den 19 augusti 1772. Detta är numera lossprängt och fastmurat i bergssidan, högt ovan vägen.

## Friluftsområde

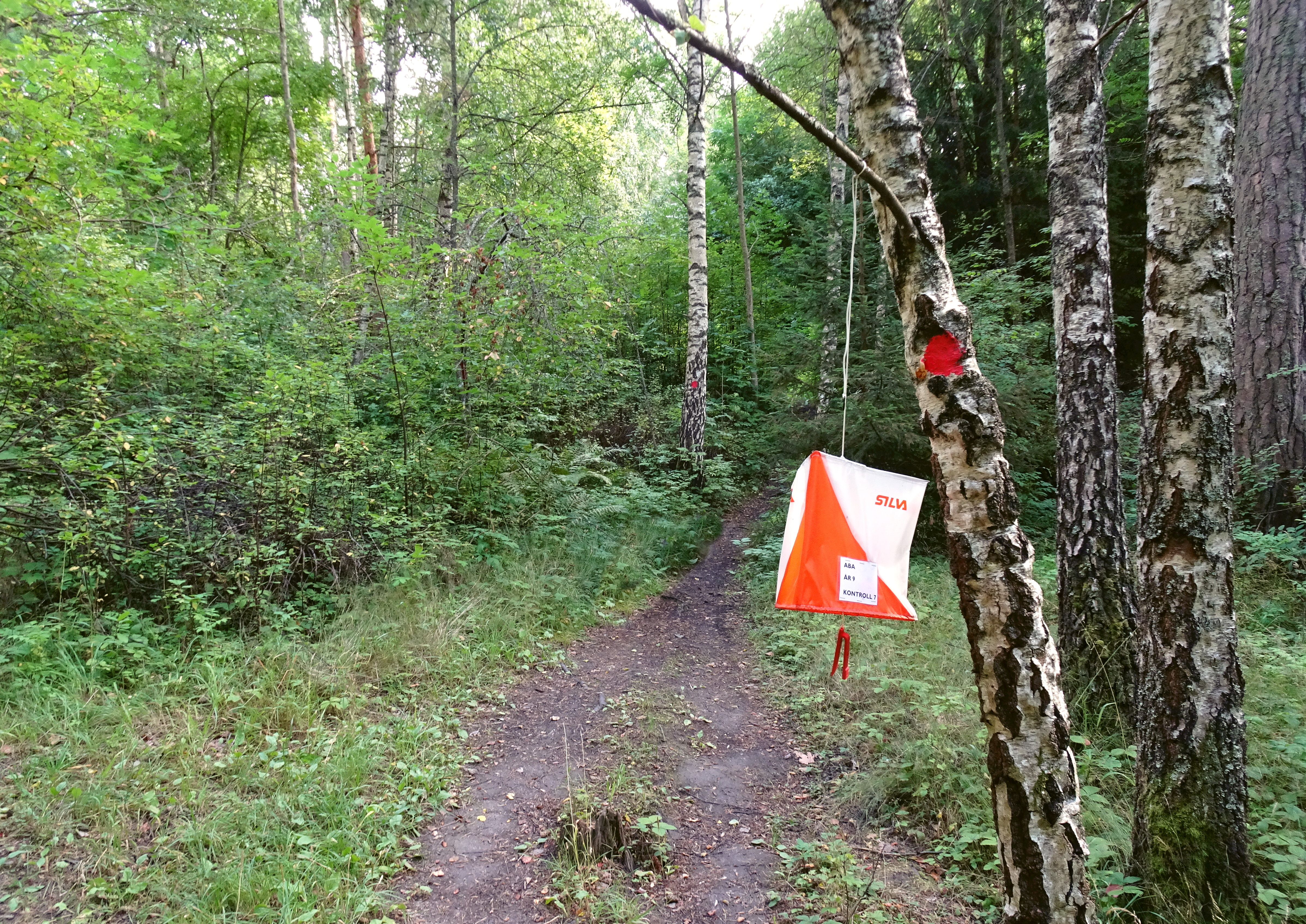
På vandringsleden "Kärsöns röda stig".

Kärsön är ett stort friluftsområde med den cirka 5,5 kilometer långa Kärsöns röda stig (markerad med röda prickar) som leder runt ön. Naturen är huvudsakligen orörd och på västra sidan finns fyrahundraåriga ekar samt lövskogspartier med en mycket ovanlig flora. I sydväst ligger udden Högholmen, en tidigare ö som genom landhöjningen vuxit samman med Kärsön.
Under 1800-talet experimenterade vice häradshövdingen Birger Lagerwall (1848–1936) med att plantera in allehanda sydliga växter på platser med bra lokalklimat. Flera av hans växter finns kvar än i dag som exempelvis svingellosta, skogsbingel, den mellaneuropeiska hasselörten, gulplister och ormrot. Nere vid vattnet kan spår av bävergnag ses. Sedan 2014 ingår Kärsön tillsammans med Lovön och Fågelön samt omgivande öar och holmar i det då nybildade Lovöns naturreservat.
Från västra sidan har man utsikt över Drottningholms slott, från södra sidan över Fågelön och från norra sidan över Höglandet på Brommasidan. På norra sidan finns Europas äldsta anlagda frisbeegolfbana (1978), med gratis spel.

## Kärsögården
Kärsögården ligger vid norra sidan av ön och är ett konferens- och aktivitetscenter som drivs sedan 1919 av föreningen KFUM Kärsö. Här finns bland annat bangolf, volleyboll och strandbad. Kärsögården tar emot lägerskolor, klassresor, idrottsdagar, dagkollon, sommarläger och ungdomsevenemang av olika slag.

## Bilder

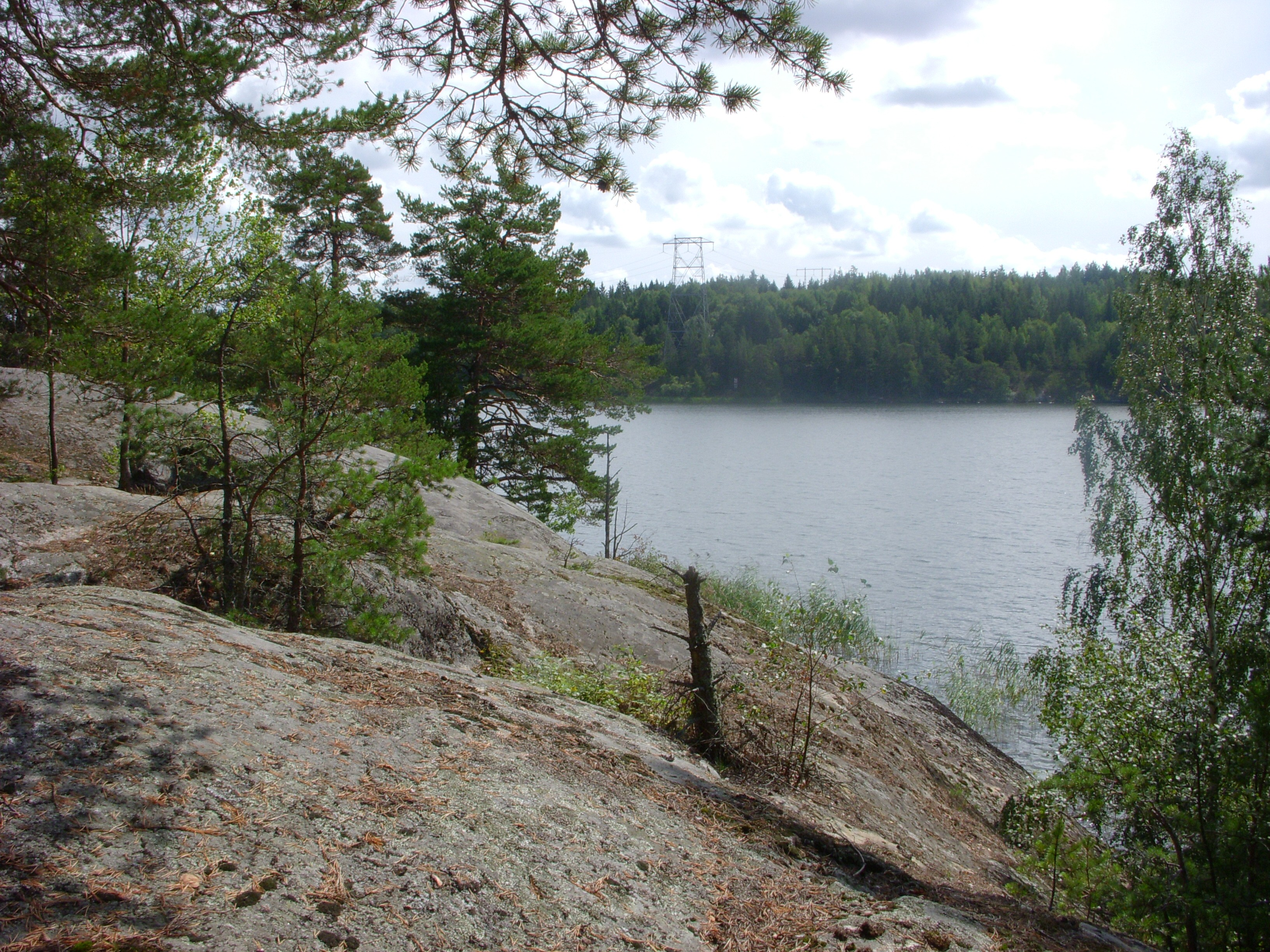
Södra sidan av Kärsön – i bakgrunden Fågelön.
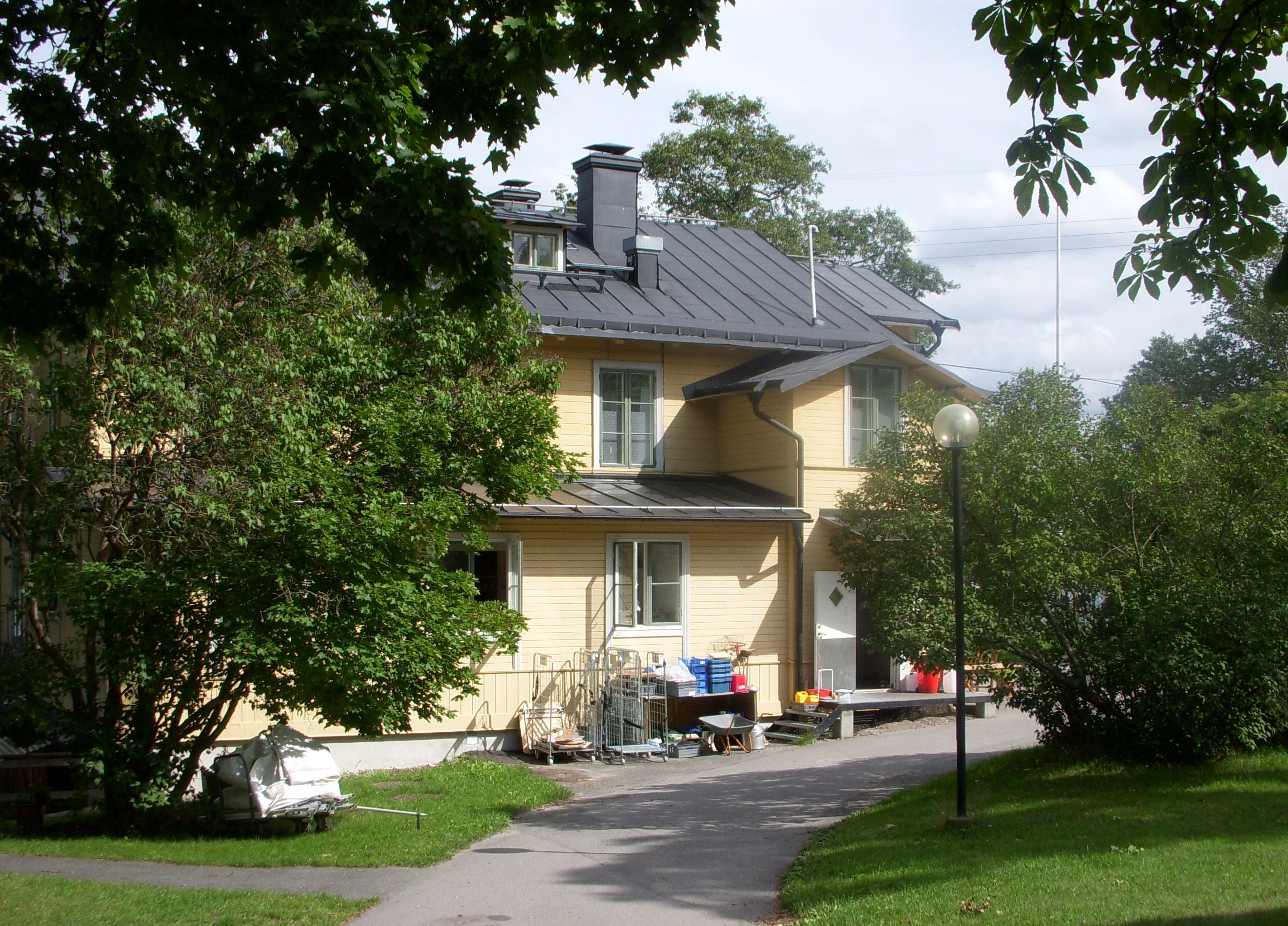
Kärsögården.
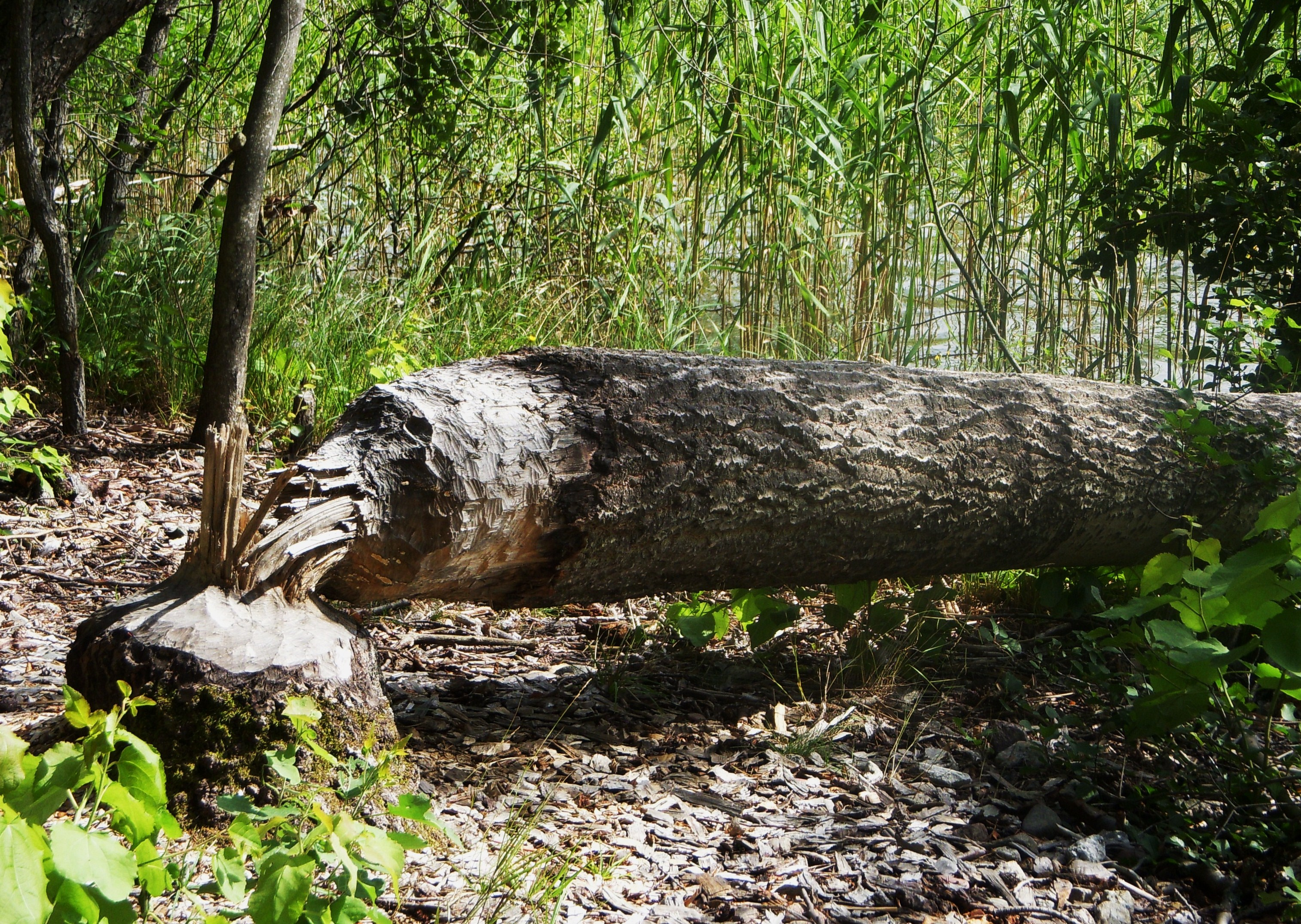
Färska spår av bävergnag.
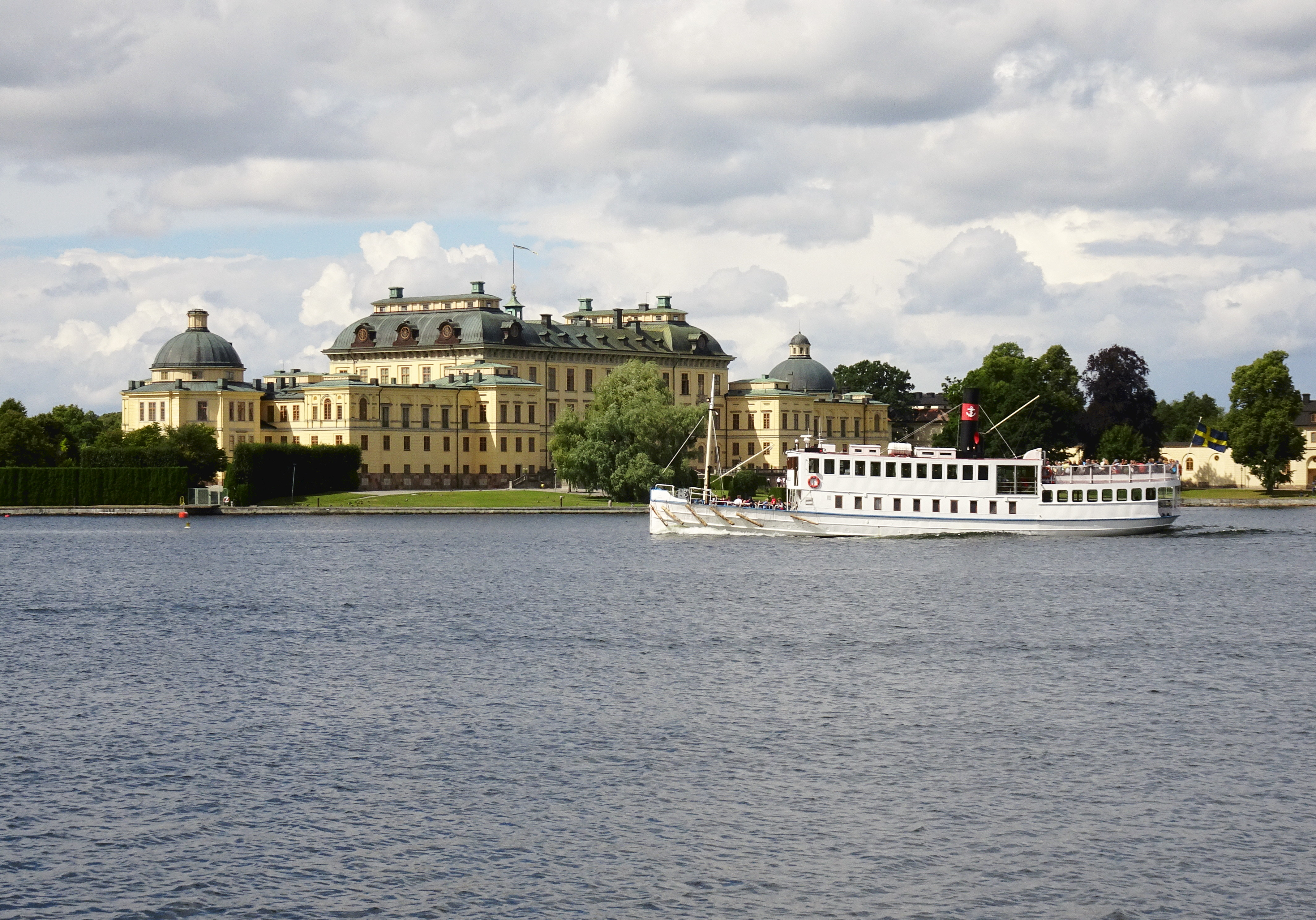
Drottningholms slott, vy från Kärsön.
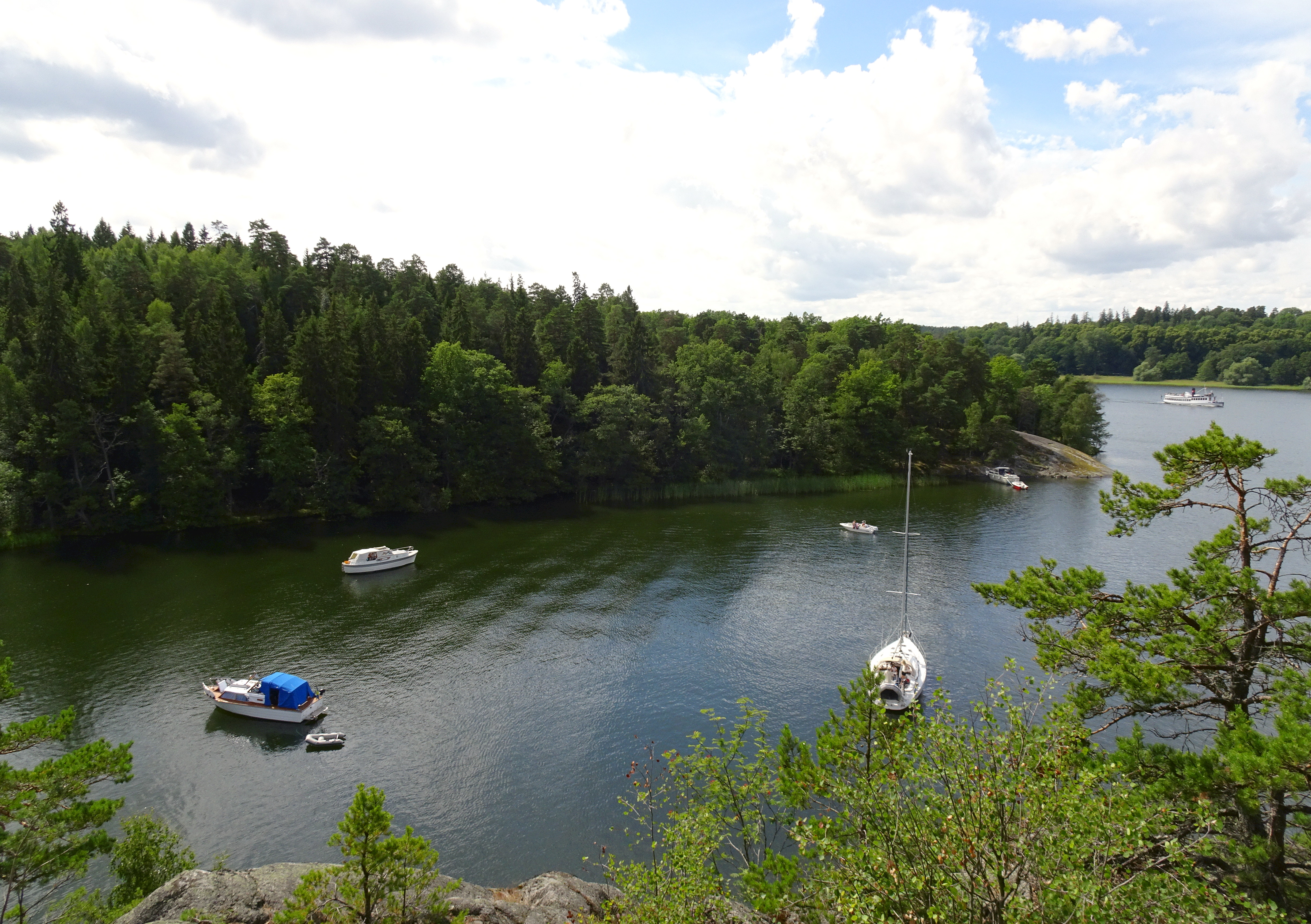
Udden Högholmen, vy från Kärsön.